# Kletski khram

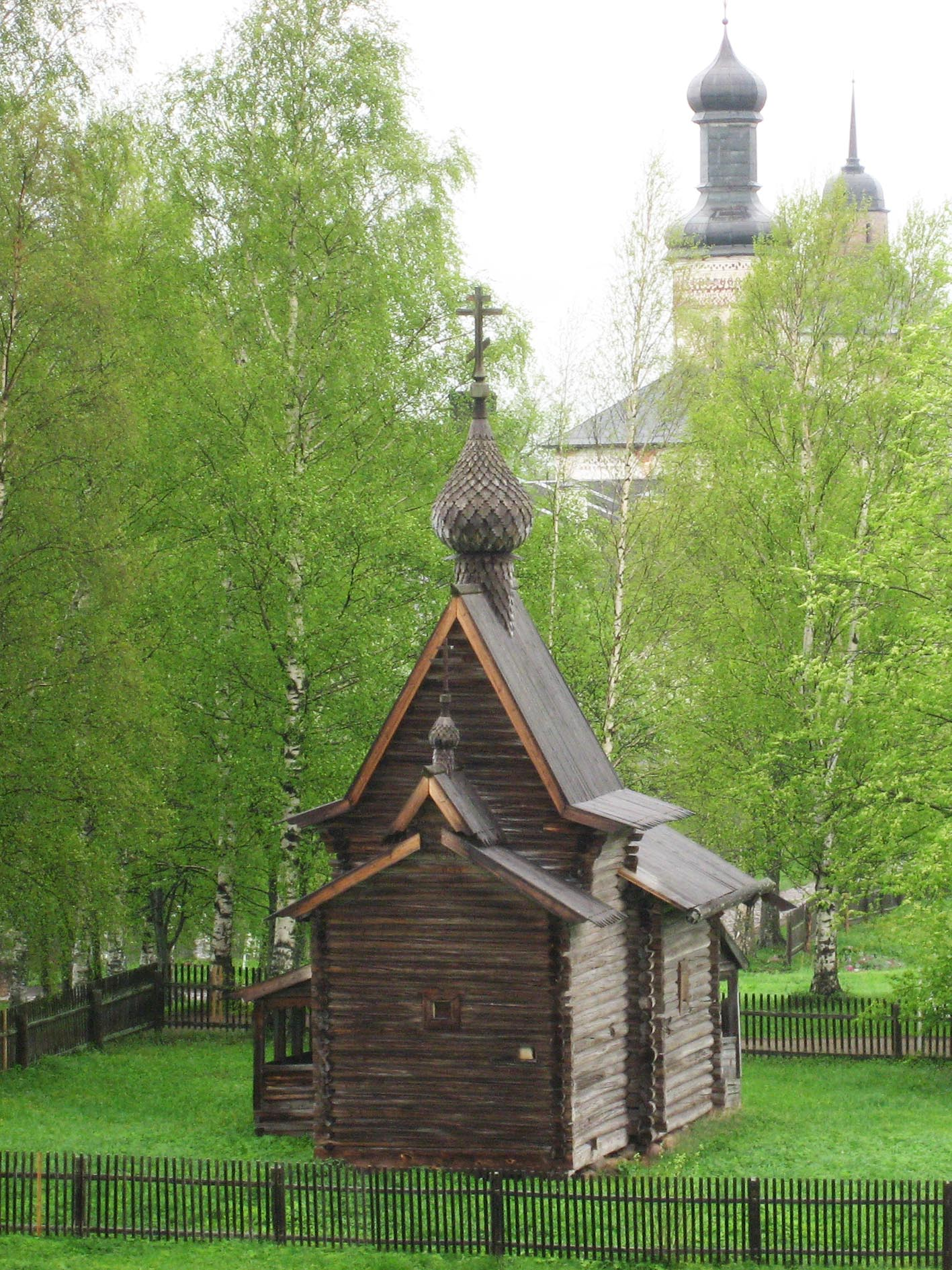
Église de Borodava près de la ville de Kirillov dans l'oblast de Vologda et du monastère de Ferapontov (église de la Déposition-de-la-robe-de-la-Vierge, à Borodava, Церковь Ризоположения из села Бородава).

Une kletski khram (en russe : Клетский храм) est une église en bois, en Russie, formée d'une ou de plusieurs cellules ou isbas. Les cellules sont formées par des rondins agencés en forme de carrés. L'église est recouverte d'un ou de plusieurs toits à deux pans successifs en fonction du nombre de cellules.
Une des plus anciennes églises de ce type et qu'il est possible de dater avec précision à l'année 1485, est celle de l'église de la église de la déposition-de-la-robe-de-la-Vierge à Borodava (ru), près du monastère de Kirillo-Belozersky et du monastère de Ferapontov. Ces églises sont construites sans clous métalliques et sans dômes. Elles ont été édifiées jusqu'au XVIIe siècle en Russie.